# Аттикізм
Аттикізм — (тобто прихильність Аттиці, області Греції, в якій розташовані Афіни) — напрямок в риториці, що зародився в першій чверті I століття до нашої ери. Також цей термін позначає вирази і фрази, характерні для афінської мовної норми (на противагу розмовній формі грецької мови), яка набула поширення в різних регіонах в період елліністичної Греції.
Аттикізм позиціонувався як відхід від химерного елліністичного стилю, від мистецтва софістів, до класичного стилю, за ідеал якого були взяті мови десятків аттичних ораторів.

## Походження
Вперше про аттичний стиль, як про явище серйозне і значуще, повелася мова наприкінці І ст до н. е. Тоді увагу суспільства привернув прозовий стиль аттичних ораторів. Його визнали як такий, яким варто і доцільно провадити публічні та академічні диспути. Так зародився рух Аттикізму, який невдовзі відбився у мові прибічників Другої софістики.
Аттикізм посідав високі позиції у Римській імперії. Одна з його версій проіснувала як мова ділового спілкування ще й у Візантійській імперії.
І хоча проста мова аттикізму врешті стала такою ж закрученою, як мова, яку він повинен був замінити, його початкова простота означала, що він буде зрозумілий на усіх територіях грецького світу. Він допомагав підтримувати культурний зв'язок у всьому Середземномор'ї і за його межами. Визнані і популярні автори, такі як Лукіан, ставали прихильниками аттикізму, завдяки чому він проіснував до епохи Ренесансу, коли його перейняли учні емігрантів з Візантії, самі за походженням греки. Методи навчання епохи Ренесансу, покладені в основу сучасних методів на Заході, виховували в студентах сильні класичні і аттичні упередження, що і дозволило аттичному снобізму проіснувати ще чотири століття.

## Представники
- Арріан
- Діонісій Галікарнаський
- Лукіан
- Геродіан

## Вплив на розвиток культури
На думку Ернеста Курціуса, аттикізм розвинув класичну літературну естетику, що, починаючи від першої половини І ст. до н. е., завоювала переможні рубежі. Крім цього, він домінував у русі за відродження грецьких ідеалів у житті й мистецтві, який розпочався з ІІ ст. н. е. і тривав на Заході десь до середини IV ст.